# Securigera elegans
Securigera elegans là một loài thực vật có hoa trong họ Đậu. Loài này được (Pancic) Lassen miêu tả khoa học đầu tiên.